# Buenos Aires, Pénjamo
Buenos Aires är en ort i Mexiko.   Den ligger i kommunen Pénjamo och delstaten Guanajuato, i den centrala delen av landet, 300 km väster om huvudstaden Mexico City. Buenos Aires ligger 1 746 meter över havet och antalet invånare är 246.
Terrängen runt Buenos Aires är platt söderut, men norrut är den kuperad. Terrängen runt Buenos Aires sluttar söderut. Runt Buenos Aires är det ganska tätbefolkat, med 104 invånare per kvadratkilometer. Närmaste större samhälle är Pénjamo, 13,0 km öster om Buenos Aires. I omgivningarna runt Buenos Aires växer huvudsakligen savannskog.